# Karl Kristiernsson (Vasa)
Karl Kristiernsson (Vasa), död 8 augusti 1440 i Reval, var ett svenskt riksråd. Han var son till Kristiern Nilsson (Vasa) av Vasaätten och Margareta Johansdotter (Moltke).

## Biografi
Karl Kristiernsson uppnådde aldrig riddarvärdighet, men omtalas från 1435 som medlem av riksrådet. Då hans far samma år lämnade Finland och för längre tid kom att vistas i Sverige, begav sig Karl som hans ställföreträdare till Viborg och nämns som hövitsman där 1436 och 1437. Samtidigt hade han även överinseende över Raseborgs län, som 1435 efter Otto von Pogwischs död kommit under Krister Nilssons förvaltning. Karl Kristiernsson fick ägna sig åt att försvara Raseborg mot de pirater under ledning av Ivan Fleming och hans bröder, som härjade i Finska viken och Östersjön. Bröderna Fleming lyckades på försommaren 1437 erövra Raseborgs slott, men med hjälp av staden Reval som också skadades av sjöröverierna lyckades Karl senast i augusti samma år driva bort piraterna. Karl Tordsson (Bonde) blev då hövitsman på Raseborg och Karl Kristiernsson for strax därefter över till Sverige. Fadern lär ha försökt hjälpa honom till Västerås slott och län, men detta misslyckades, och Karl fick nöja sig med Ringstadaholms fäste i Östergötland.
Då han deltog i faderns intriger mot Karl Knutsson, drogs han med i den förres fall i början av 1439, varvid han måste lämna ifrån sig Ringstadaholm och åtfölja fadern till Viborg. Han biträdde nu denne vid de nya krigsrustningarna mot Karl Knutsson. Det goda förhållande han hade till staden Reval sedan samarbetet mot sjörövarna, bidrog tydligen till att Reval medverkade i rustningarna. Härunder avled emellertid Karl Kristiernsson i Reval 8 augusti 1440.

## Familj
Gift med Ebba Eriksdotter Krummedige, dotter till den danske riddare, riksråd och rikshovmästare, Erik Segebodsen Krummedige (1364-1439) och Beata von Thienen (1360-död efter 1397). Hon var syster till sin svärfar Kristiern Nilssons andra hustru, Ebba Eriksdotter (Krummedige) (-1465).
Barn:
1. Kettil Karlsson (Vasa) biskop, född 1433 ca, död 1465 i Stockholm.
2. Erik Karlsson (Vasa) (- 1491)
3. Johan, riddare vid Kristian I:s kröning 1457, död ogift 1461
4. Beata Karlsdotter (Vasa) gift 1454 med Bo Nilsson (Grip)
5. Margareta, nunna i Vadstena kloster 1455, död 1460